# Stanisław Podfilipski
Stanisław Podfilipski herbu Ciołek (ur. ok. 1545, zm. 1621) – sędzia ziemski kamieniecki.
Stanisław Podfilipski urodził się około 1545 jako syn Michała, stolnika halickiego i Natalii Orzechowskiej herbu Oksza, siostry pisarza politycznego, Stanisława. Pisał się na Piszczatyńcach i Wierzchniakowcach, był również dziedzicem: Bartorzyc, Czerawy, Suchodołu i Werbki. 
Poseł na sejm koronacyjny 1576 roku z województwa podolskiego. 
W 1583 po śmierci Stanisława Dobka Łowczowskiego został sędzią ziemskim kamienieckim.
Zmarł przed 5 czerwca 1621, bowiem w tym dniu nominację na urząd sędziego ziemskiego kamienieckiego otrzymał jego syn Adam. Ożeniony z Jadwigą Sroczycką herbu Nowina, wojszczanką kamieniecką, pozostawił syna Adama.